# دراییناتس
دراییناتس (به صربی: Drajinac) یک منطقهٔ مسکونی در صربستان است که در سورییگ واقع شده‌است. دراییناتس ۷۰۶ نفر جمعیت دارد.